# Hydroptila latosa
Hydroptila latosa är en nattsländeart som beskrevs av Ross 1947. Hydroptila latosa ingår i släktet Hydroptila och familjen smånattsländor. Inga underarter finns listade i Catalogue of Life.